# قوارب دهشور
قوارب دهشور هي مجموعة من القوارب الشمسية المصرية القديمة، والتي كان عددها في الأصل خمسة، تم اكتشافها بالقرب من المجمع الجنائزي لملك الأسرة الثانية عشر سنوسرت الثالث.

## حفريات

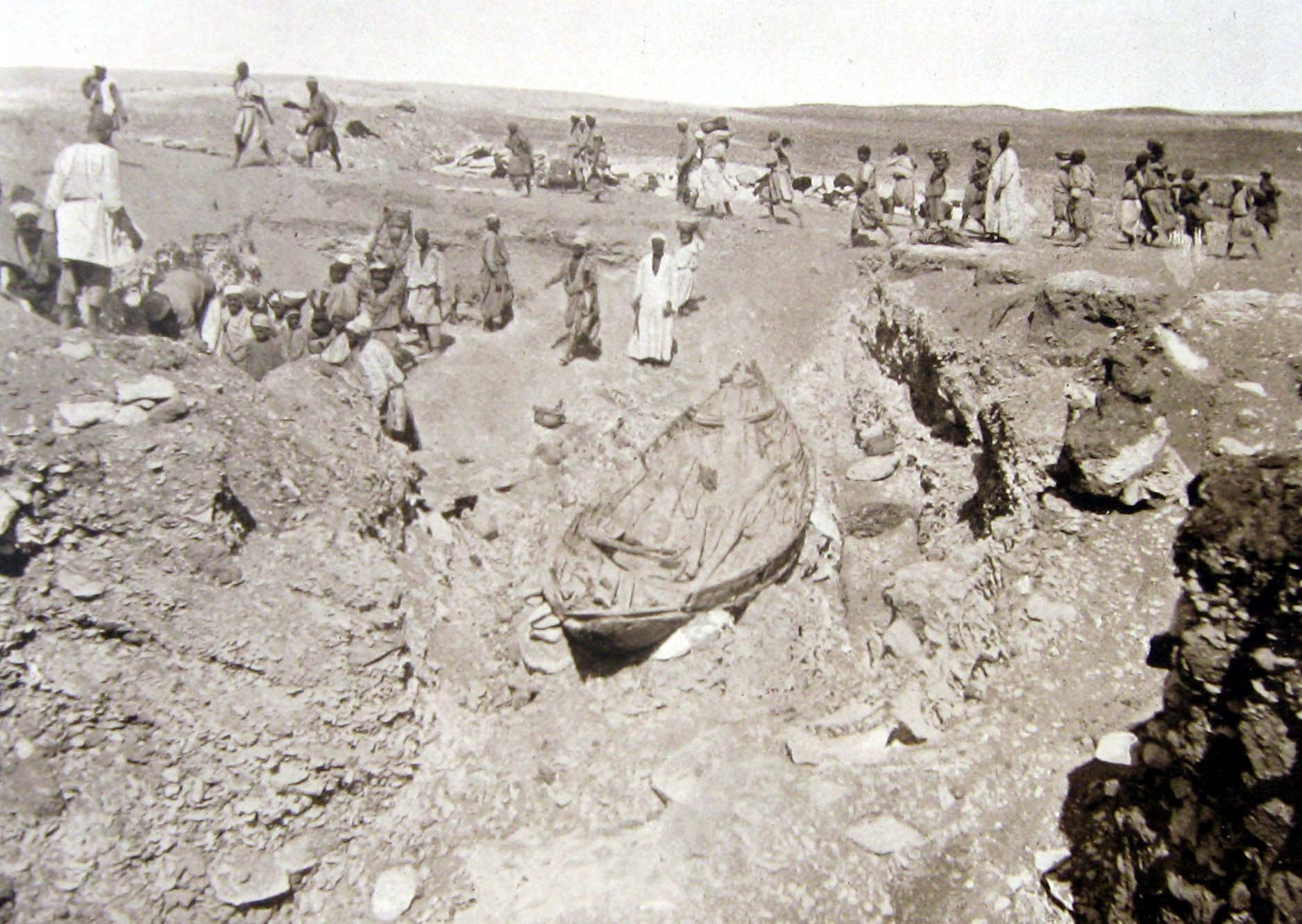
أحد قوارب دهشور بالقرب من هرم سنوسرت الثالث إبان الحفريات

تم العثور على القوارب أثناء عمليات التنقيب التي أجريت في سهل دهشور في 1894 و 1895 من قبل عالم الآثار الفرنسي جاك دي مورغان. سجل تقرير التنقيب الأصلي الخاص به ستة قوارب؛ ومع ذلك، ذكرت تقارير لاحقة من قبل دي مورغان أنه كان هناك خمسة فقط. وظل القاربان في حالة غموض حتى تم إجراء دراسة على القاربين في الولايات المتحدة في منتصف الثمانينيات. اعتبارًا من عام 2021، لم تُعرف مواقع سوى أربعة من القوارب؛ اثنان في الولايات المتحدة، وواحد في متحف كارنيغي للتاريخ الطبيعي في بيتسبرغ والآخر في المتحف الميداني للتاريخ الطبيعي في شيكاغو. تم عرض القاربين المتبقيين في المتحف المصري بالقاهرة، ولكن تم نقلهما إلى متحف شرم الشيخ في عام 2020.

## خصائص
يبلغ طول القوارب حوالي 10 أمتار (33 قدمًا) وعرضها 2.3 متر (7.5 قدم) وهي مصنوعة من خشب الأرز. تم رسمها في يوم من الأيام بشكل نابض بالحياة، مع طوابق بيضاء وهياكل إما خضراء أو صفراء. تم استخدامهم لحمل جثة الملك المصري إلى أسفل النيل، ثم تم نقلهم عبر البر إلى هرمه بواسطة الزلاجات. تم العثور على هذه الزلاجات مدفونة بجانب القوارب أثناء أعمال التنقيب التي قام بها دي مورغان.

## قارب كارنيغي
تبرع أندرو كارنيغي بقارب كارنيغي لمتحف كارنيغي للتاريخ الطبيعي عام 1901. عندما اشترى القارب لم يخبر مدير المتحف، ويليام هولاند. عندما وصل القارب، قال هولاند لصحيفة بيتسبرغ تايمز إنه «لم يكن على اتصال مع أي شخص بخصوص مثل هذه الآثار.» اعتبارًا من عام 2021، يتم عرضه في قاعة والتون في مصر القديمة.

## قارب شيكاغو
تم الحصول على قارب شيكاغو من قبل المتحف الميداني للتاريخ الطبيعي في عام 1900، وهو معروض في المتحف منذ ذلك الحين.

## القارب الأحمر والقارب الأبيض
أطلق دي مورغان على القاربين في مصر اسميهما. ومع ذلك، فهي معروفة رسميًا فقط من خلال أرقام الكتالوج العام: GC 4926 للقارب الأحمر و GC 4925 للقارب الأبيض. عُرضت القوارب في المتحف المصري بالقاهرة من عام 1910 إلى عام 2020، عندما تم نقلها إلى متحف شرم الشيخ. أثناء انتقالهم إلى متحف شرم الشيخ، تم نقل القاربين باستخدام هيكل من الفولاذ المقاوم للصدأ لسهولة الحركة والرفع.

## القارب الخامس
مصير القارب الخامس مجهول. ربما تم تصديره إلى متحف في أوروبا أو تركه في موقع التنقيب في دهشور. وهناك نظرية أخرى تقول إنه دمرته حريق، ويدعم ذلك أدلة على تفحم أحد القوارب في مصر.

## صور القوارب

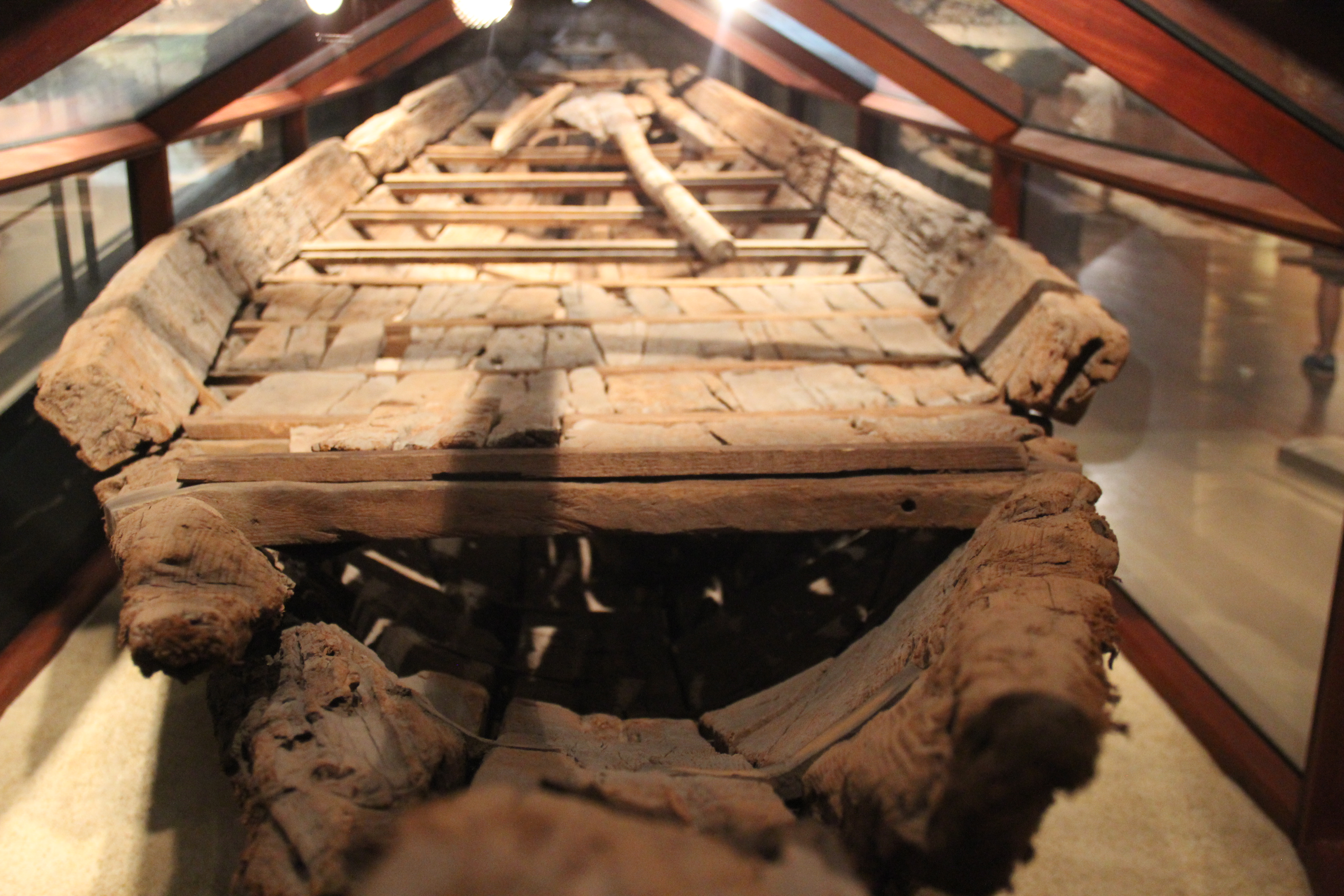
قارب شيكاغو
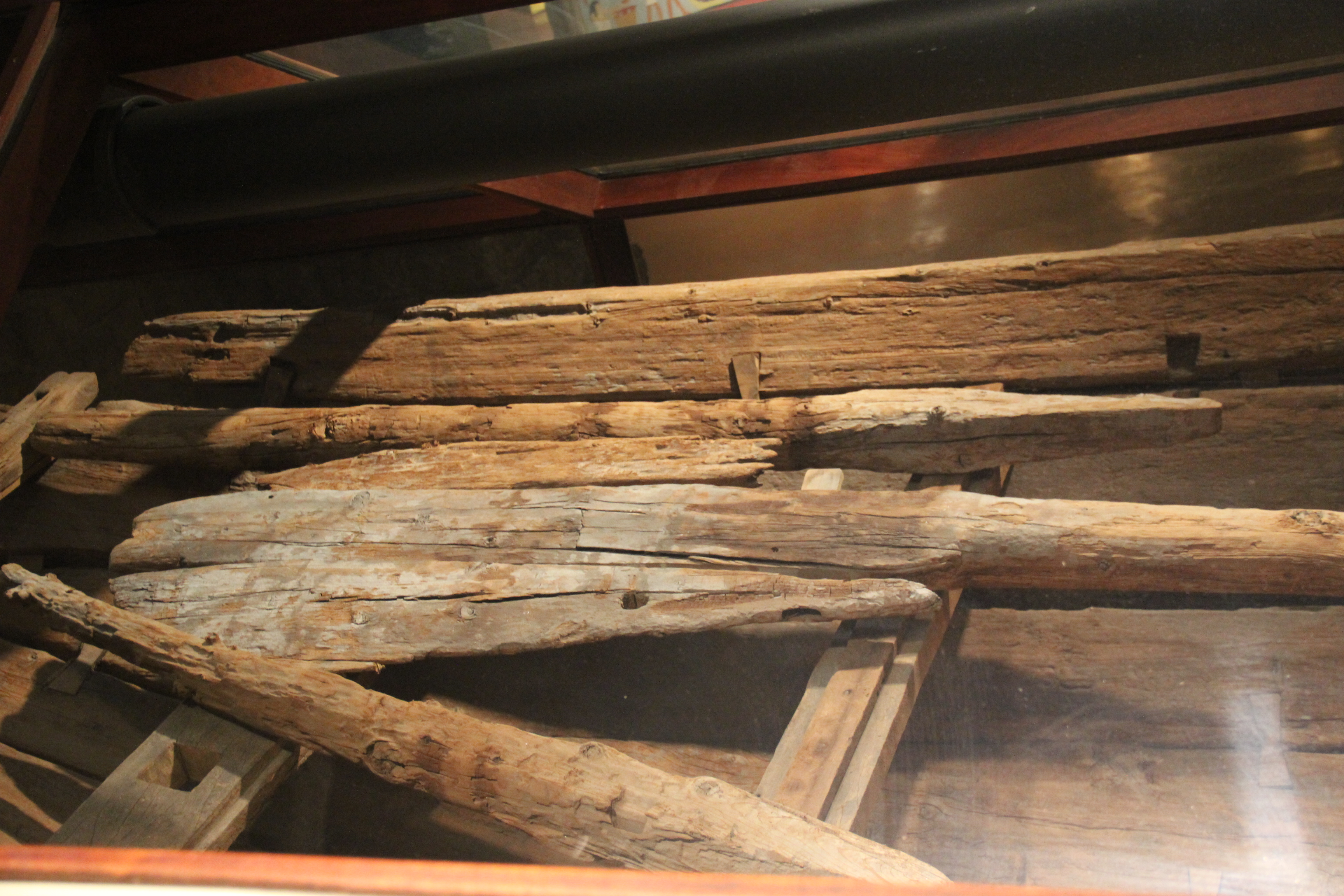
مجذاف على متن قارب شيكاغو
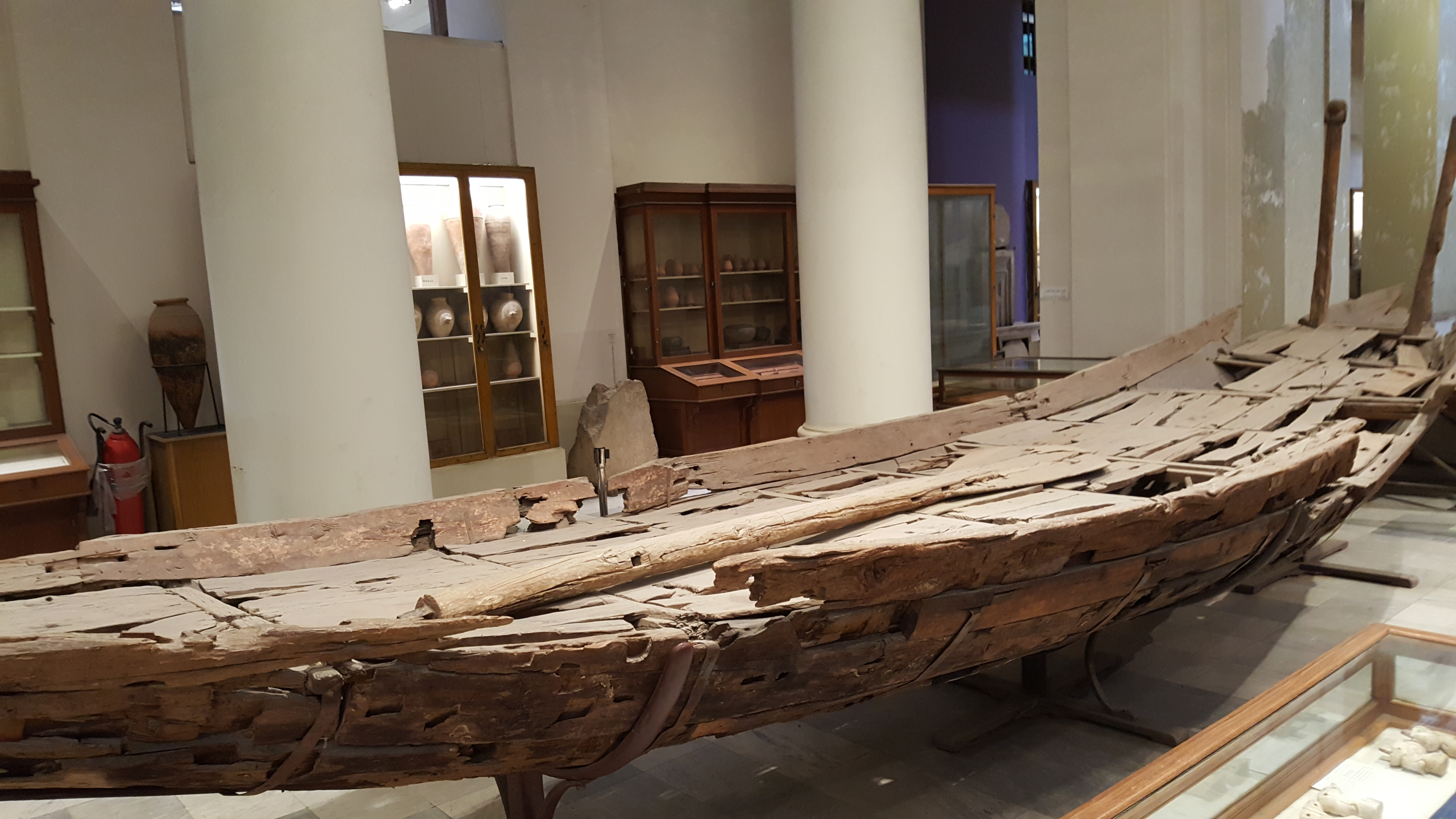
القارب الأحمر
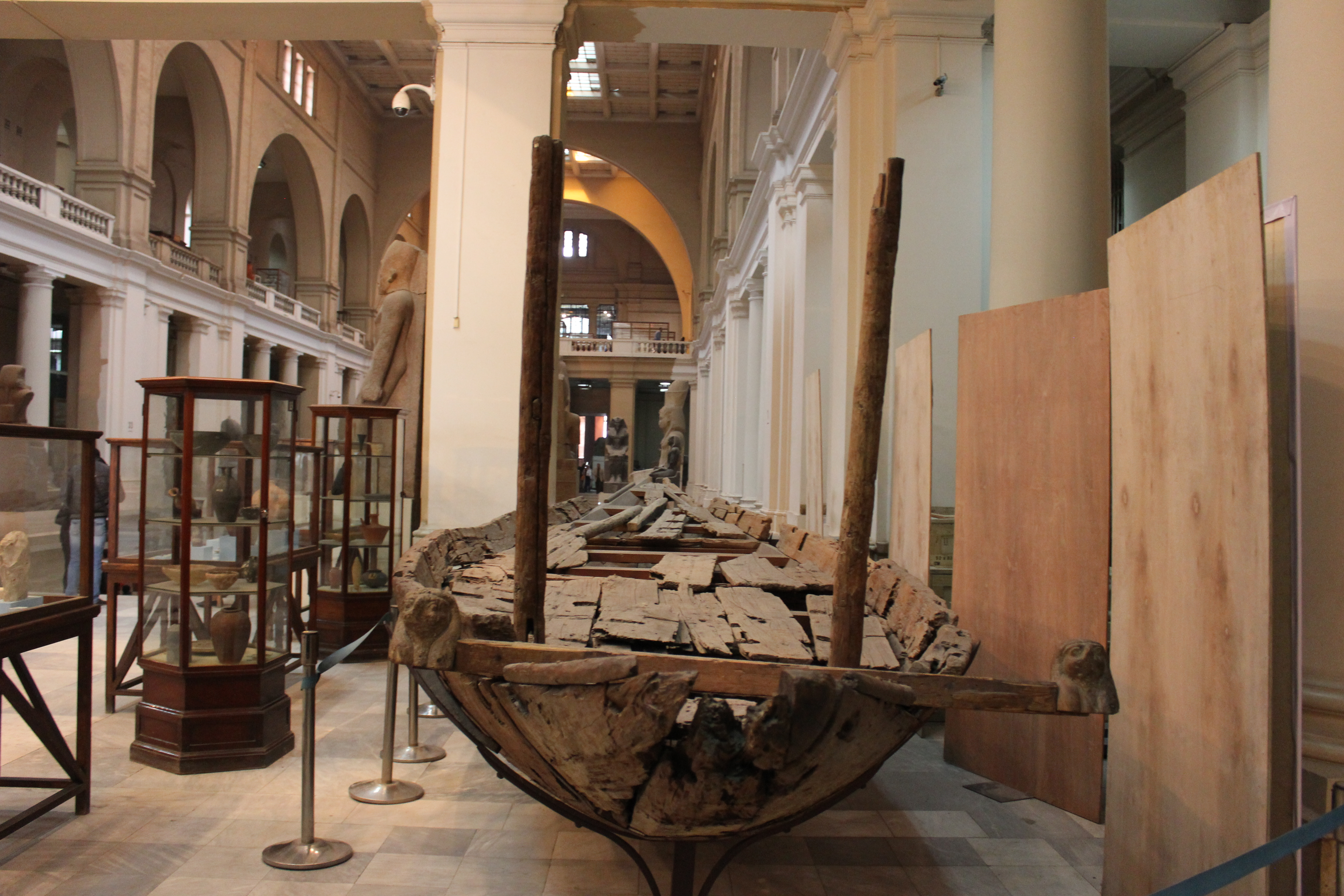
القارب الأبيض